# Adrian Lis
Adrian Lis (Poznań, 28 maggio 1992) è un calciatore polacco, portiere del Lech Poznań II.

## Caratteristiche tecniche
È un portiere molto reattivo e bravo nelle parate ravvicinate.

## Carriera
Nato a Poznań, cresce nelle giovanili di uno dei principali club cittadini, il Warta. Debutta con la maglia degli zieloni a diciotto anni, nella gara di I liga (secondo livello del calcio polacco) pareggiata in casa contro il Górnik Łęczna.
Nella stagione successiva passa in prestito al Polonia Warszawa, allora militante in Ekstraklasa, massima divisione del calcio polacco. Qua tuttavia, vista la sua giovane età, non riesce a mai a debuttare e così fa ritorno al Warta l'anno successivo. 
Inizia come riserva di Łukasz Radliński, ma col passare delle giornate si ritaglia un ruolo da titolare. Debutta il 22 settembre 2012 nel match interno contro i Kolejarz Stroze, e mantiene il posto per le successive nove partite. Al termine del campionato, conta diciotto presenze, che non bastano a salvare il Warta dalla retrocessione in II liga. 
Anche nella nuova divisione fatica a giocare titolare, alternandosi a Paweł Beser, un anno più giovane di lui. Nel mercato invernale, con sole sei gare giocate sulle diciotto disputate dai suoi, decide di scendere ancora di categoria e firma con il Polonia Środa Wielkopolska. 
Qua in due anni e mezzo disputa più di sessanta partite, venendo notato nuovamente dal Warta che decide di richiamarlo a difendere la propria porta, stavolta nel ruolo di primo portiere. Debutta nuovamente con gli zieloni il 29 luglio 2017, giocando titolare contro il Rozwój Katowice. Gioca da titolare le prime ventotto partite di campionato, contribuendo notevolmente alla promozione del Warta in I liga dopo cinque stagioni.
Riconfermato anche in Seconda Divisione, iniziata nello stadio del Dyskobolia Grodzisk Wielkopolski a causa di alcuni lavori in quello del Warta, Lis si dimostra un ottimo portiere anche per questa categoria, disputando trenta incontri sui trentaquattro giocati dai suoi. 
Nella stagione 2019-2020, la prima senza Petr Němec (al Warta dal 2016 al 2019), mantiene il posto da titolare, ritagliandosi un ruolo da protagonista nella storica cavalcata degli zieloni che si conclude con il terzo posto in classifica e l'accesso ai play-off promozione. Nelle due gare di spareggio Lis è titolare, e sia contro il Nieciecza che contro il Radomiak riesce a mantenere la porta inviolata, regalando un'altra storica promozione ai suoi, stavolta in Ekstraklasa (dove il Warta mancava da 25 stagioni). 
Riconfermato nuovamente come titolare, debutta nella massima serie polacca a ventotto anni, nel match interno perso 1-0 contro il Lechia Gdańsk. Gioca da titolare il primo storico derby di Poznań giocato in Ekstraklasa dopo venticinque anni, venendo battuto solo da un rigore di Jakub Moder nei minuti di recupero. Dopo una buona stagione in cui riesce spesso a mantenere la porta inviolata, l'8 giugno 2021 viene annunciato il rinnovo del suo contratto fino al 2023.  
Il 6 febbraio 2022, in occasione della gara interna contro il Górnik Łęczna, realizza clamorosamente all'ultimo secondo il gol che permette agli zieloni di pareggiare l'incontro.

## Statistiche

### Presenze e reti nei club
Statistiche aggiornate al 22 maggio 2022.
| Stagione        | Squadra                    | Campionato      | Campionato | Campionato | Coppe nazionali | Coppe nazionali | Coppe nazionali | Coppe continentali | Coppe continentali | Coppe continentali | Altre coppe | Altre coppe | Altre coppe | Totale | Totale  |
| Stagione        | Squadra                    | Comp            | Pres       | Reti       | Comp            | Pres            | Reti            | Comp               | Pres               | Reti               | Comp        | Pres        | Reti        | Pres   | Reti    |
| --------------- | -------------------------- | --------------- | ---------- | ---------- | --------------- | --------------- | --------------- | ------------------ | ------------------ | ------------------ | ----------- | ----------- | ----------- | ------ | ------- |
| 2010-2011       | Warta Poznań               | 1L              | 2          | -3         | PP              | 0               | 0               | -                  | -                  | -                  | -           | -           | -           | 2      | -3      |
| 2011-2012       | Polonia Varsavia           | E               | 0          | 0          | PP              | 0               | 0               | -                  | -                  | -                  | -           | -           | -           | 0      | 0       |
| 2012-2013       | Warta Poznań               | 1L              | 18         | -32        | PP              | 1               | -1              | -                  | -                  | -                  | -           | -           | -           | 19     | -33     |
| 2013-feb. 2014  | Warta Poznań               | 2L              | 6          | -8         | PP              | 1               | -4              | -                  | -                  | -                  | -           | -           | -           | 7      | -12     |
| feb.-mag. 2014  | Polonia Środa Wielkopolska | 3L              | 15         | 0          | PP              | 0               | 0               | -                  | -                  | -                  | -           | -           | -           | 15     | 0       |
| 2015-2016       | Polonia Środa Wielkopolska | 3L              | 29         | 0          | PP              | 0               | 0               | -                  | -                  | -                  | -           | -           | -           | 29     | 0       |
| 2016-2017       | Polonia Środa Wielkopolska | 3L              | 24         | -22        | PP              | 0               | 0               | -                  | -                  | -                  | -           | -           | -           | 24     | -22     |
| 2017-2018       | Warta Poznań               | 2L              | 28         | -23        | PP              | 0               | 0               | -                  | -                  | -                  | -           | -           | -           | 28     | -23     |
| 2018-2019       | Warta Poznań               | 1L              | 30         | -38        | PP              | 1               | -2              | -                  | -                  | -                  | -           | -           | -           | 31     | -40     |
| 2019-2020       | Warta Poznań               | 1L              | 36         | -35        | PP              | 1               | 0               | -                  | -                  | -                  | -           | -           | -           | 37     | -35     |
| 2020-2021       | Warta Poznań               | E               | 25         | -25        | PP              | 1               | -1              | -                  | -                  | -                  | -           | -           | -           | 26     | -26     |
| 2021-2022       | Warta Poznań               | E               | 25         | -23; 1     | PP              | 1               | -3              | -                  | -                  | -                  | -           | -           | -           | 26     | -25; 1  |
| Totale carriera | Totale carriera            | Totale carriera | 227        | -207; 1    |                 | 6               | -11             |                    | -                  | -                  |             | -           | -           | 234    | -219; 1 |